# NGC 123
NGC 123 је појединачна звезда у сазвежђу Кит која се налази на NGC листи објеката дубоког неба.
Деклинација објекта је - 1° 35' 58" а ректасцензија 0h 27m 36,2s. Привидна величина (магнитуда) објекта NGC 123 износи 11,2 а фотографска магнитуда 14,2.